# Долина Тіней Смерті
«Долина Тіней смерті» — альбомна фотографія Роджера Фентона, зроблена 23 квітня 1855 року під час Кримської війни. Це одне з найвідоміших зображень війни. Це одне з 360 фото, зроблених Фентоном під час війни.

## Історія

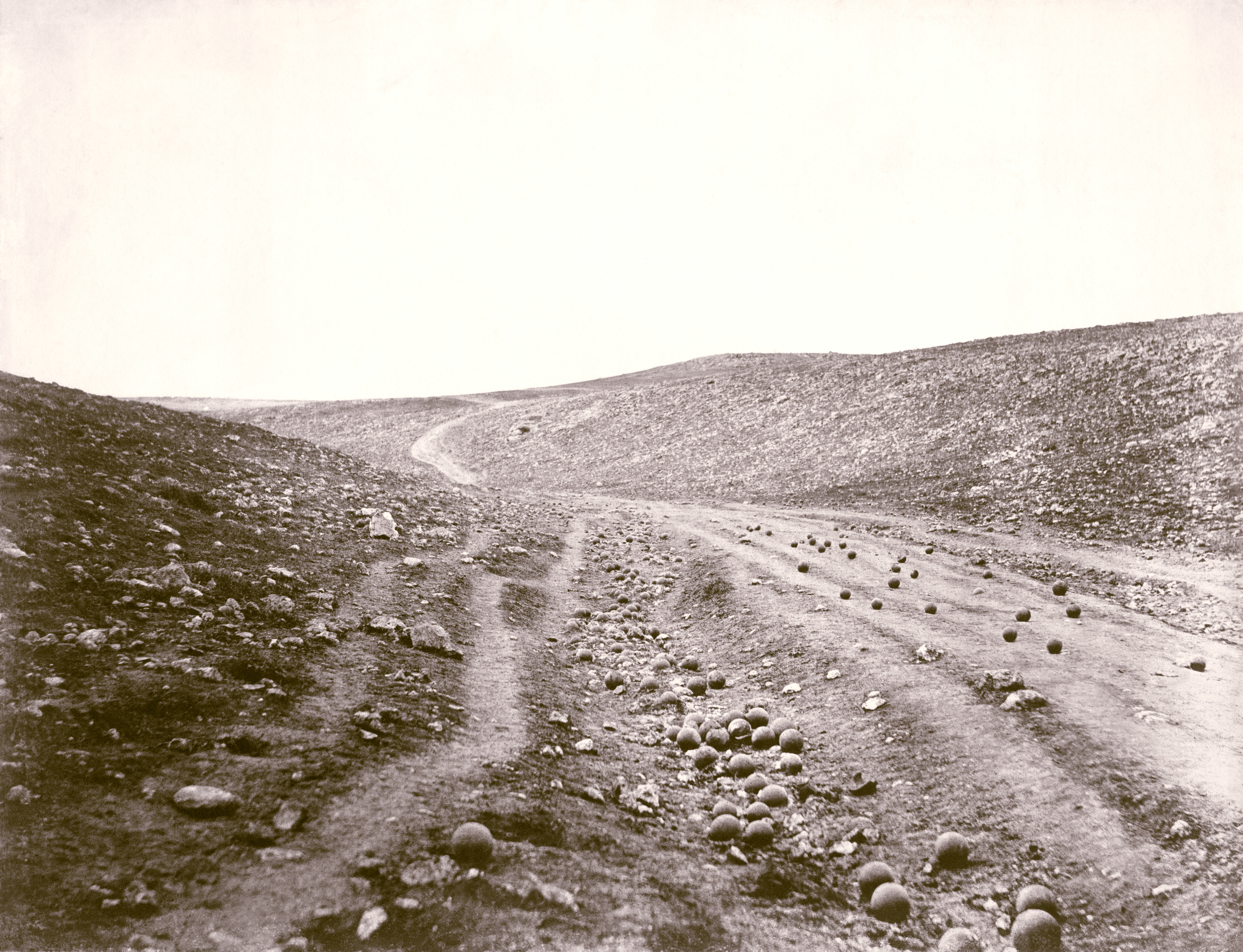
Долина Тіней смерті

Фото Роджер Фентон надіслав Томас Аґню з компанії Agnew & Sons для фотофіксації Кримської війни, де Сполучене Королівство, Друга Французька імперія, Королівство Сардинія та Османська імперія воювали проти Російської імперії.
Місце картини британські солдати назвали Долиною Смерті за те, що там постійно обстрілювали. Коли у вересні 1855 року Томас Аґню виставив цю картину на виставці в Лондоні як одну із серії з одинадцяти картин під загальною назвою «Панорама Севастопольського плато в одинадцяти частинах», він взяв епітет військ — і Теннісона — і розширив його як «Долина Тіней смерті» з її навмисним згадуванням Псалма 23.

## Ймовірна постановочність фото

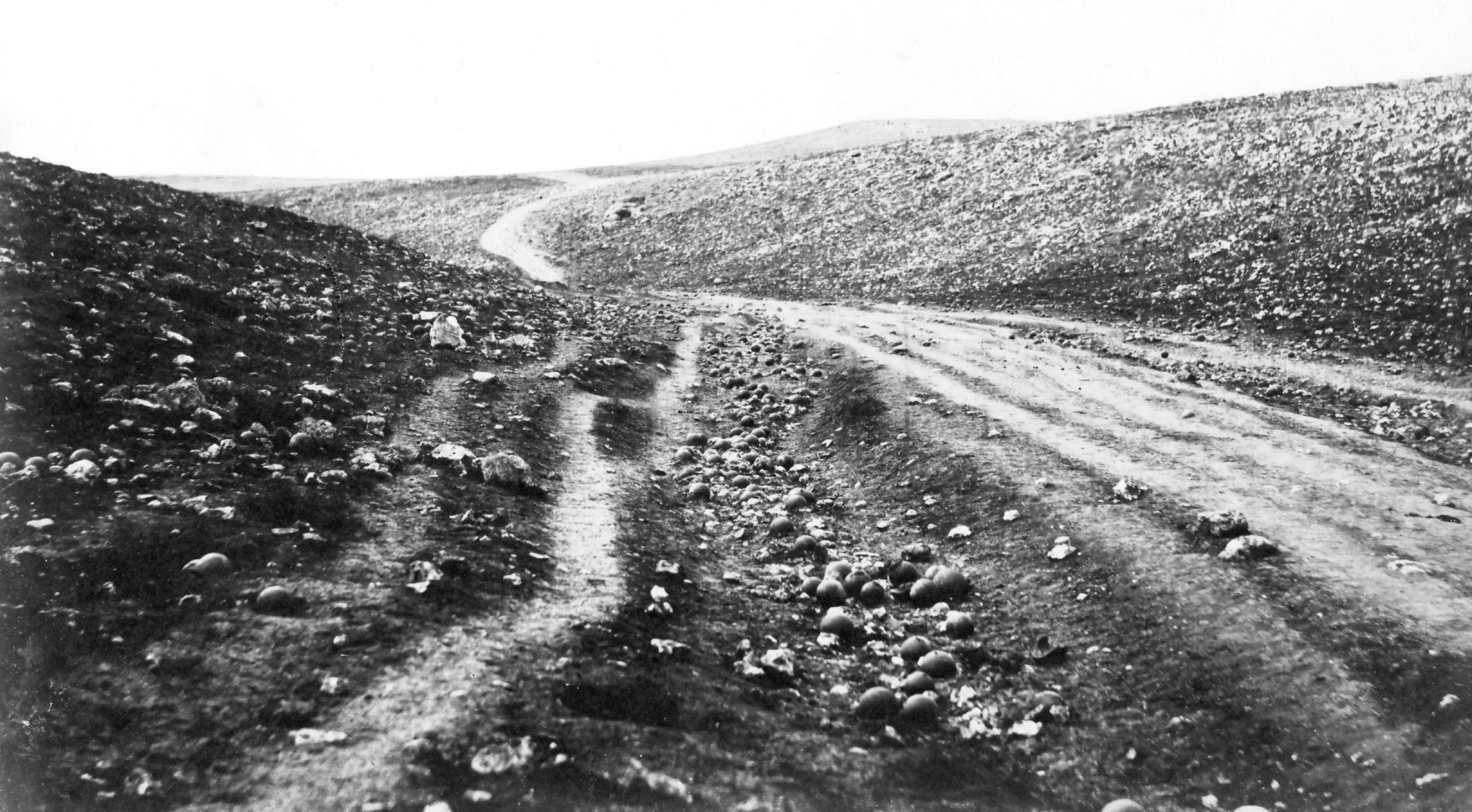
Долина Тіні Смерті, без гарматних ядрів на дорозі

Кінорежисер Еррол Морріс поїхав до Севастополя в 2007 році, щоб визначити місце цієї «першої культової фотографії війни». Він досліджував другу версію фотографії без гарматних ядрів на дорозі та питання щодо автентичності знімка. Досі думки розходилися щодо того, яке з них було зроблено першим, але Морріс помітив докази того, що фотографія без гарматних ядрів була зроблена першою. Він не знає, чому ядра були перенесені на дорогу на другому знімку — можливо, зазначає він, Фентон навмисно розмістив їх там, щоб покращити зображення. Однак, згідно з Музеєм Орсе, «це малоймовірно, оскільки бої, що точилися навколо нього, ймовірно, не дозволили б йому це зробити». Альтернативою є те, що солдати збирали гарматні ядра для повторного використання, і вони кидали кулі вище на пагорб на дорогу та канаву, щоб зібрати їх пізніше.

## Публічні колекції
Є відбитки цієї фотографії в Королівській колекції, Музеї Вікторії та Альберта в Лондоні, Музеї д'Орсе в Парижі, Музеї сучасного мистецтва в Нью-Йорку, Художньому інституті Чикаго, Дж. Пола Гетті Музей у Лос-Анджелесі, Художньому музеї Прінстонського університету в Прінстоні та Бібліотеці Конгресу у Вашингтоні.